# バウェアン島
バウェアン島（バウェアンとう、インドネシア語: Pulau Bawean）は、ジャワ島の沖のスラバヤの約150 km北に位置するジャワ海にあるインドネシアの島である。東ジャワ州グレシク県の管轄である。直径は約15 kmあり1本の狭い道路が島を1周している。バウェアン島は海抜655 mの中央にある死火山によって占められている。2009年の島の人口はおよそ75,000人である。男性人口の約70%にあたる26,000人以上がインドネシア、シンガポール、マレーシアの他の地域に働くために一時的に島の外に住んでいる。結果として女性は島の実際の人口の約77%を占め、しばしば女性の島（プリンセス島、インドネシア語: Pulau Putri）と呼ばれている。
島の区域はサンカプラ（Sangkapura）とタンバ（Tambak）との2つの地域に分かれている。島の半分以上の人口（およそ48,000人）は、南海岸に位置するサンカプラ市街に住んでいる。島には多くの固有種がおり自然が豊かである。たとえばバウェアンジカのようなレッドリストに含まれていて島内でのみ見つかっている固有種がいる。島の周辺にはいくつかの大規模な海底油田、ガス田がある。

## 地理と気候

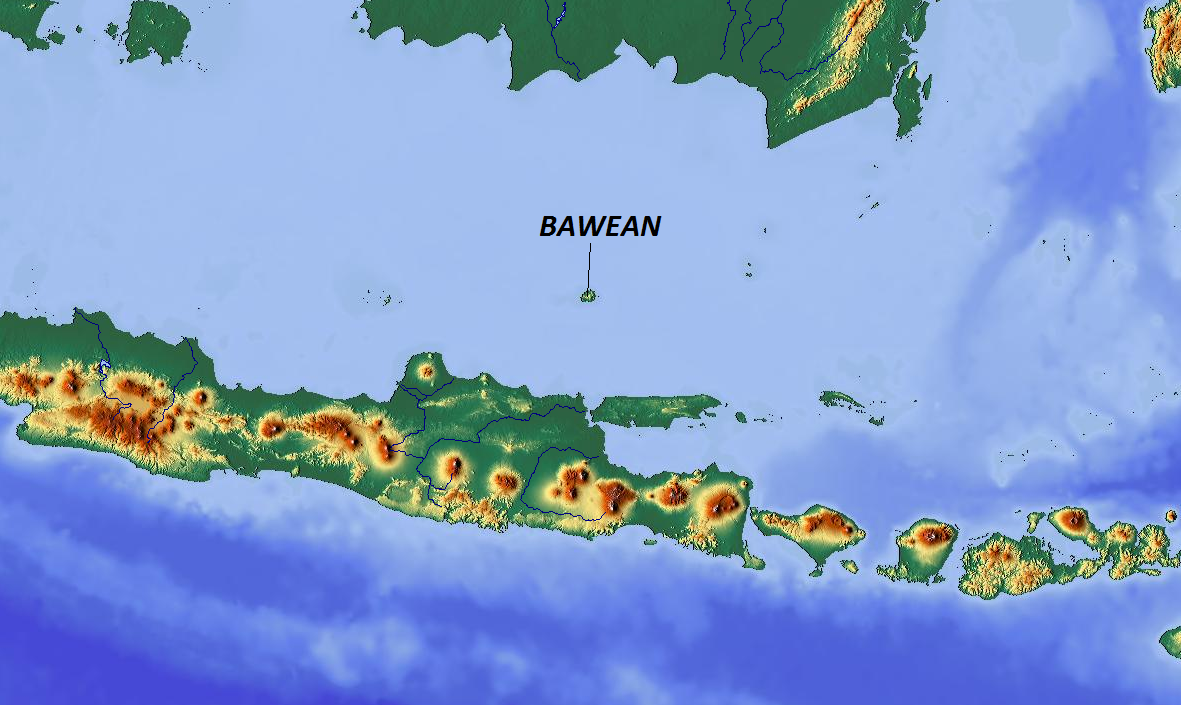
位置

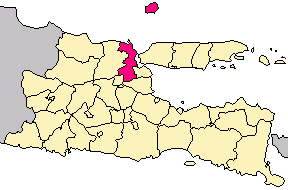
東ジャワ州グレシク県のバウェアン島の位置

島は、マドゥラ島の北およそ150 kmのジャワ海にある。円に近い形状をしていて11 - 18 kmの間だいたい平均15 kmの直径の大きさである。海岸線は曲がりくねっていて小さな入り江が多くある。nokoと呼ばれる多くの小さな砂の島や岩礁、サンゴ礁など最大600 mの大きさのものが沖にある。人が住んでいる最大の衛星島はスラヤール島、スラヤールNoko、Nokoギリ、東ヌサのギリなどである.。
狭い海岸と南西部の平野を除いて島のほとんどが丘陵である。それゆえに地元では「99個の丘の島」と呼ばれる。島の最高地点（655 m）はティンギ山（インドネシア語: Gunung Tinggi, 文字通り「高い山」を意味する）と呼ばれる丘である。最も高いところは島の中央部と東部にある。ここにはいくつかの火口湖があり、最大の湖はカストバ湖（インドネシア語: Danau Kastoba ）である。カストバ湖は面積約0.3 km2、水深140 mあり、標高300 m付近に位置している。クブンダヤ（Kebun Daya）やタウバ（Taubat）などの温泉や、レッカ（Laccar）やパタスラマ（Patar Selamat）などのいくつかの小川や滝がある。 
気候は近くのジャワ島付近よりもやや湿った熱帯モンスーン気候である。年間や1日の気温の変動は小さく、平均最高気温は30 °C 、平均最低気温は24.5 °Cである。雨季は12月から3月まで続き、月平均降水量は12月に402 mm、8月に23 mmの範囲にある。北西風と東風はそれぞれ雨季と乾季の期間を支配する。